# Grega Sorčan
Grega Sorčan (sinh 5 tháng 3 năm 1996) là một cầu thủ bóng đá Slovenia thi đấu cho Gorica.

## Sự nghiệp chuyên nghiệp
Sorčan ra mắt chuyên nghiệp cùng với Triglav Kranj trong trận thua 3–0 trước Rudar Velenje ngày 3 tháng 8 năm 2013. Nhanh chóng anh chuyển đến Chievo ở Serie A, trước khi trở về Gorica với tư cách thủ môn xuất phát.

## Sự nghiệp quốc tế
Sorčan là cầu thủ trẻ quốc gia của Slovenia.